# سیمون اسپوزیتو
سیمون اسپوزیتو (ایتالیایی: Simone Esposito؛ زادهٔ ۲۴ مهٔ ۱۹۹۰) بازیکن فوتبال اهل ایتالیا است.

## باشگاهی
از باشگاه‌هایی که در آن بازی کرده‌است می‌توان به باشگاه فوتبال یوونتوس، باشگاه فوتبال رجانا، و باشگاه فوتبال آسکولی اشاره کرد.

## تیم ملی
وی همچنین در تیم‌های ملی فوتبال زیر ۱۷ سال ایتالیا بازی کرده‌است.